# Diethelm Sack
Diethelm Sack (* 7. Juni 1948 in Frankfurt am Main) ist ein deutscher Ökonom. Von 1991 bis 31. März 2010 war er Vorstandsmitglied der Deutschen Bahn AG (vormals Deutschen Bundesbahn). Er war zuständig für Finanzen und Controlling.

## Werdegang
Sack absolvierte eine Ausbildung zum Industriekaufmann und studierte dann von 1967 bis 1970 an der Fachhochschule in seiner Heimatstadt Betriebswirtschaftslehre. Danach war er bis 1976 kaufmännischer Geschäftsführer bei der Franz Garny AG.
Von 1976 bis 1991 leitete er bei der VDO Adolf Schindling AG den Bereich Finanz- und Rechnungswesen. Im November 1991 wurde er bei der Deutschen Bundesbahn Vorstandsmitglied, übernahm dort die Bereiche Finanzen und Controlling und behielt diese Funktion auch 1994 bei, als die Deutsche Bahn AG gegründet wurde. Ab März 1993 hatte er diese Funktion auch für die Deutsche Reichsbahn inne. Seit 2. Juni 2008 übte er diese Funktion auch für die DB Mobility Logistics AG aus.
Zwischen der Abberufung Johannes Ludewigs zum 30. September 1999 und dem Einstieg Mehdorns zum 16. Dezember 1999 war Sack kommissarisch Vorstandsvorsitzender des Unternehmens. Am 14. März 2001 verlängerte der DB-Aufsichtsrat Sacks Vertrag, der am 10. November 2001 ausgelaufen wäre, um weitere fünf Jahre.
Sack verließ zum 31. März 2010 das Unternehmen. Der Aufsichtsrat bestimmte am 9. Dezember Richard Lutz, bislang Leiter des Controllings und Sacks Stellvertreter, zu dessen Nachfolger. Das EBIT der Deutschen Bahn AG steigerte sich (ohne Altlastenerstattung) von -2988 Millionen Euro (1994) auf 2483 Millionen Euro (2008).
Im April 2009 gründete Sack mit Hartmut Mehdorn und Herbert Walter in Frankfurt am Main eine Bürogemeinschaft und berät Unternehmen.